# Daia Română
Daia Română é uma comuna romena localizada no distrito de Alba, na região histórica da Transilvânia. A comuna possui uma área de 46.43 km² e sua população era de 3103 habitantes segundo o censo de 2002.